# Mission Top Secret
Mission Top Secret is een Australische televisieserie welke uit is gezonden tussen 1992 en 1995 en ging over het uit kinderen en Joshua bestaande Centauri Network. De pilot was een televisiefilm uit 1991 met dezelfde titel.

## Rolverdeling
- Jennifer Hardy als Victoria Wiggins (deel 1)
- Andrew Shephard als Albert Wiggins (deel 1)
- Deanna Burgess als Jemma Snipe (deel 1)
- Rossi Kotsis als Spike Baxter (deel 1-2)
- Shane Briant als Neville Savage (deel 1-2)
- Frederick Parslow als Sir Joshua Cranberry (deel 1-2)
- Emma Jane Fowler als Sandy Weston (deel 1-2)
- Jamie Croft als David Fowler (deel 2)
- Lauren Hewett als Kat Fowler (deel 2)

## Afleveringen
Serie 1
- The Falling Star (afl. 1.01-1.04)
- Eagles from the East (afl. 1.05-1.08)
- The Mona Lisa Mix-Up (afl. 1.09-1.12)
- The Treasure Of Cala Figuera (afl. 1.13-1.16)
- The Polish Pony Puzzle (afl. 1.17-1.20)
- The Flight Of The Golden Goose (afl. 1.21-1.24)

Serie 2
- The Crown Jewels Are Missing (afl. 2.01-2.04)
- The Return Of The Dinosaur (afl. 2.05-2.08)
- The Golden Voice (afl. 2.09-2.12)
- The Treasure Of Elephant Ridge (afl. 2.13-2.16)
- The Emperor's Pearl (afl. 2.17-2.20)
- The Toymaker (afl. 2.21-2.24)